# Aaron de Jérusalem
Aaron ben Yeshoua (hébreu : אהרון בן ישועה, arabe : Abū al-Faraj Hārūn ibn al-Faraj), plus connu sous le nom d'Aaron de Jérusalem est un Sage karaïte du XIe siècle, considéré comme le grammairien le plus influent de ce mouvement juif scripturaliste, adversaire du judaïsme rabbinique traditionnel. 

## Éléments biographiques
Aaron de Jérusalem est un élève de Joseph ben Noah, le premier grammairien karaïte connu, et dirige le centre karaïte de Jérusalem après sa mort. Il forme, avec Levi ben Yaphet et Youssouf al-Bashir, de nombreux Sages, dont le plus brillant sera Yeshoua ben Yehouda. 
Pendant longtemps, il n'est connu que par les allusions qu'y font différents rabbins médiévaux andalous, et qui le considèrent comme une grande autorité en matière de grammaire et d'exégèse. Il est cité par Abraham ibn Ezra dans sa préface à son Moznayim comme « le sage de Jérusalem, dont je ne connais pas le nom, qui a écrit huit livres sur la grammaire, plus précieux que le saphir. » Moïse ibn Ezra fait référence à lui « le sage de Jérusalem qui a écrit le Mushtamil, » et Juda ibn Balaam comme « le grammairien de la Ville Sainte. » Abu Al-Walid rapporte dans son Sefer haRikmah que Jacob de León lui a rapporté de Jérusalem « la copie du livre d'un auteur qui habite là-bas, » dont il s'abstient de prononcer le nom. 
Au XIXe siècle, Adolf Neubauer découvre, dans la collection de manuscrits d'Abraham Firkovich, à Saint-Pétersbourg, de longs fragments en arabe du Mushtamil, une grammaire hébraïque en huit livres. Bacher parvient, en étudiant ces fragments, à l'identifier au grammairien anonyme dont parle Abu Al-Walid, comprenant également la raison de son anonymat. L'appartenance d'Aaron au karaïsme n'apparaît en effet de façon explicite que furtivement chez Moïse ibn Ezra, qui mentionne le « Sheikh Abu al-Faraj de Jérusalem qui n'est pas membre de notre communauté religieuse. »

## Œuvres

### l’al-Mushtamil
Le Kitāb al-Mushtamil ʿalā al-Uṣūl wa al-Fusūl fi al-Lugha al-ʿIbrāniyya (Livre complet sur les racines et les branches de la langue hébraïque), achevé en 1026, est l'œuvre la plus importante écrite par un grammairien karaïte. 
Il est composé en huit parties :
- la première partie traite des dix principes (uṣūl, équivalent de l'hébreu ikkar) pouvant être appliqués à tout mot dont la forme doit être établie ;
- la seconde partie porte sur l'infinitif ;
- la troisième partie expose la classification des lettres de l'alphabet hébraïque en lettres de base (jawhariyya) et serviles (khawādim) ;
- la quatrième partie traite des particules ;
- la cinquième partie traite de nombreux sujets grammaticaux, dont le genre, le nombre, les pronoms conjonctifs, etc., ainsi que de considérations lexicologiques ;
- la sixième partie est constituée de la conjugaison du verbe h-l-kh
- la septième partie est lexicographique ;
- la huitième partie traite de philologie comparée entre l'hébreu et l'araméen biblique[3].

Divers fragments manuscrits, dont l'un de 579 pages, ont été conservés à la bibliothèque de St-Petersbourg. Seuls quelques brèves sélections en ont été publiées (Hirschfeld, Arabic Chrestomathy in Hebrew Characters, London, 1892, pp. 54–60 ; Pozńanski, in Revue des Études Juives (1896), pp. 24–39 & 197–218 ; ibid. (1908), pp. 42–69). Sa théorie grammaticale a été discutée dans plusieurs articles de M. Zislin, A. Maman, et N. Basil.

### Autres travaux
- L’Al-Kitāb al-Kāfi fi al-Lugha al-ʾIbrāniyya (Le Livre Adéquat de la Langue Hébraïque) semble être un abrégé du Mushtamil[3], ainsi qu'un commentaire du Pentateuque, et est souvent cité par des auteurs karaïtes ultérieurs. Un manuscrit de 400 pages en est conservé à la bibliothèque de St-Petersbourg, et une édition critique complète a été réalisée par Geoffrey Khan[4]. Le Kitab al-Kafi semble avoir lui-même connu plusieurs condensations, sous le titre d’Al-Mukhtaṣar et de Kitāb al-ʿuqūd fi Tasārīf al-Lugha al-ʿIbraniyya[3].
- Ilan Eldar a démontré que c'est lui, et non Juda ibn Balaam, qui a écrit le traité intitulé Hidāyat al-Qāri (Aide au Lecteur), sur la lecture exacte des lettres et des signes de ponctuation dans le texte biblique[5].
- Un ouvrage lexicographique, intitulé Sharḥ Alalfaẓ, en partie conservé au British Museum.